# 포드 선더버드

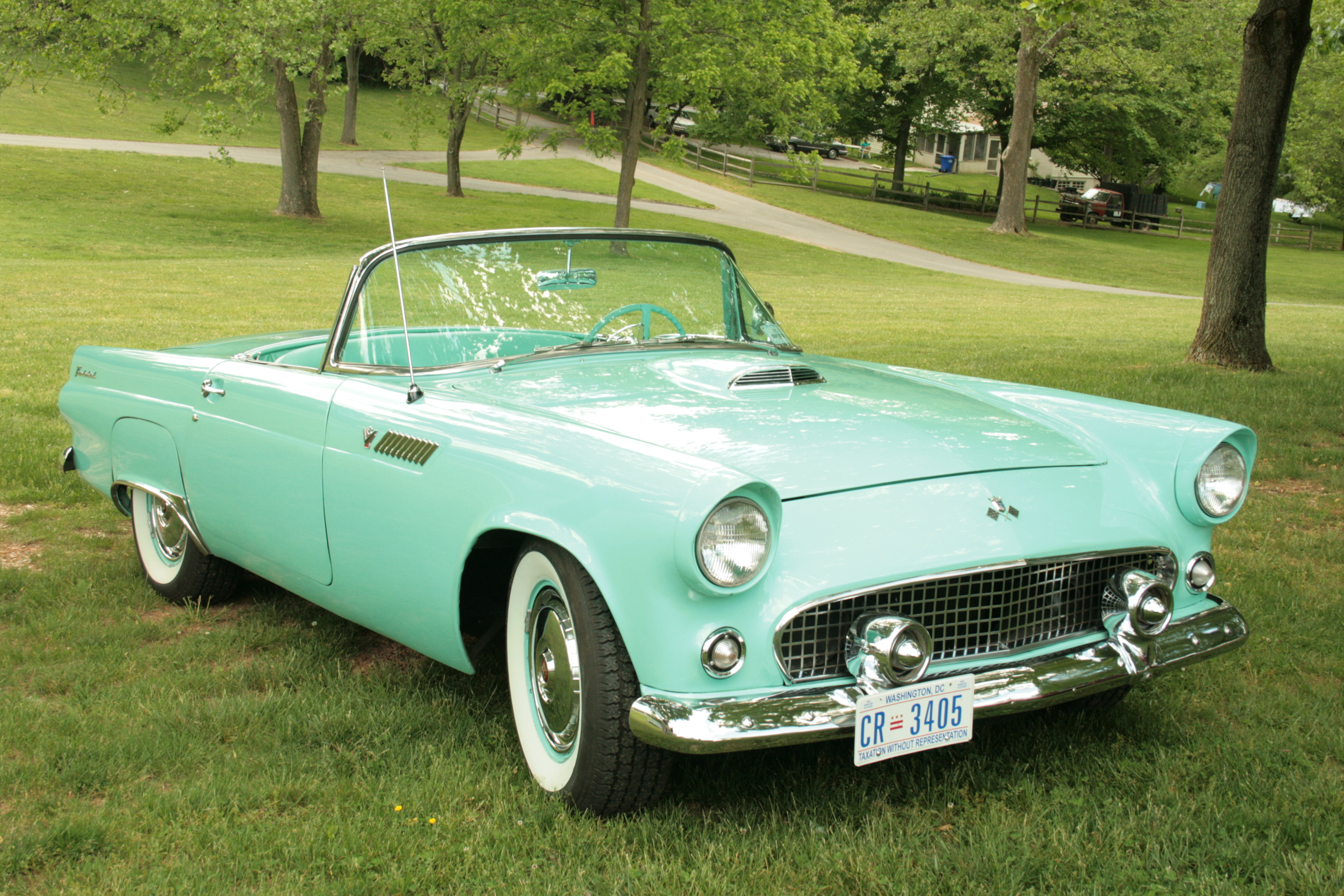
1955년 포드 선더버드.

포드 선더버드(Ford Thunderbird)는 1955년부터 2005년까지 11개 모델에 걸쳐 미국의 포드가 생산한 스포츠카이다.
포드는 선더버드를 4,400,000대 이상 생산하였다.

## 세대
- 1세대 (1955~1957)
- 2세대 (1958~1960)
- 3세대 (1961~1963)
- 4세대 (1964~1966)
- 5세대 (1967~1969)
- 6세대 (1970~1971)
- 7세대 (1972~1979)
- 8세대 (1977~1979)
- 9세대 (1980~1982)
- 10세대 (1983~1986)
- 11세대 (1987~1988)
- 12세대 (1989)
- 13세대 (2000~2005)